# 대덕구
대덕구(大德區)는 대한민국 대전광역시 북동부에 있는 구이다. 대덕이라는 지명은 대전의 대(大)와 대전의 옛 지명인 회덕의 덕(德)을 합친 것이다. 이는 1935년 대전읍이 부로 승격됨에 따라 대전군을 대덕군으로 개편한 것에서 유래되었다.
대덕구에는 경부선과 호남선이 분기하는 대전조차장역이 위치해 있고, 금강이 흐르는 대전의 관문으로 신탄진역이 있으며, 경부고속도로 대전 나들목, 신탄진 나들목과 경부고속도로와 호남고속도로지선의 분기점인 회덕 분기점이 위치해 있는 교통의 중심지이다.
대덕구의 동쪽에는 대청댐이 위치하여 대전과 주변 지역에 용수를 공급한다. KT&G, 한국수자원공사 등의 본사가 위치하고, 대전 산업단지가 조성되어 있다. 주요 행정기관으로는 대전지방국세청이 있다. 구청 소재지는 오정동이다.

## 역사

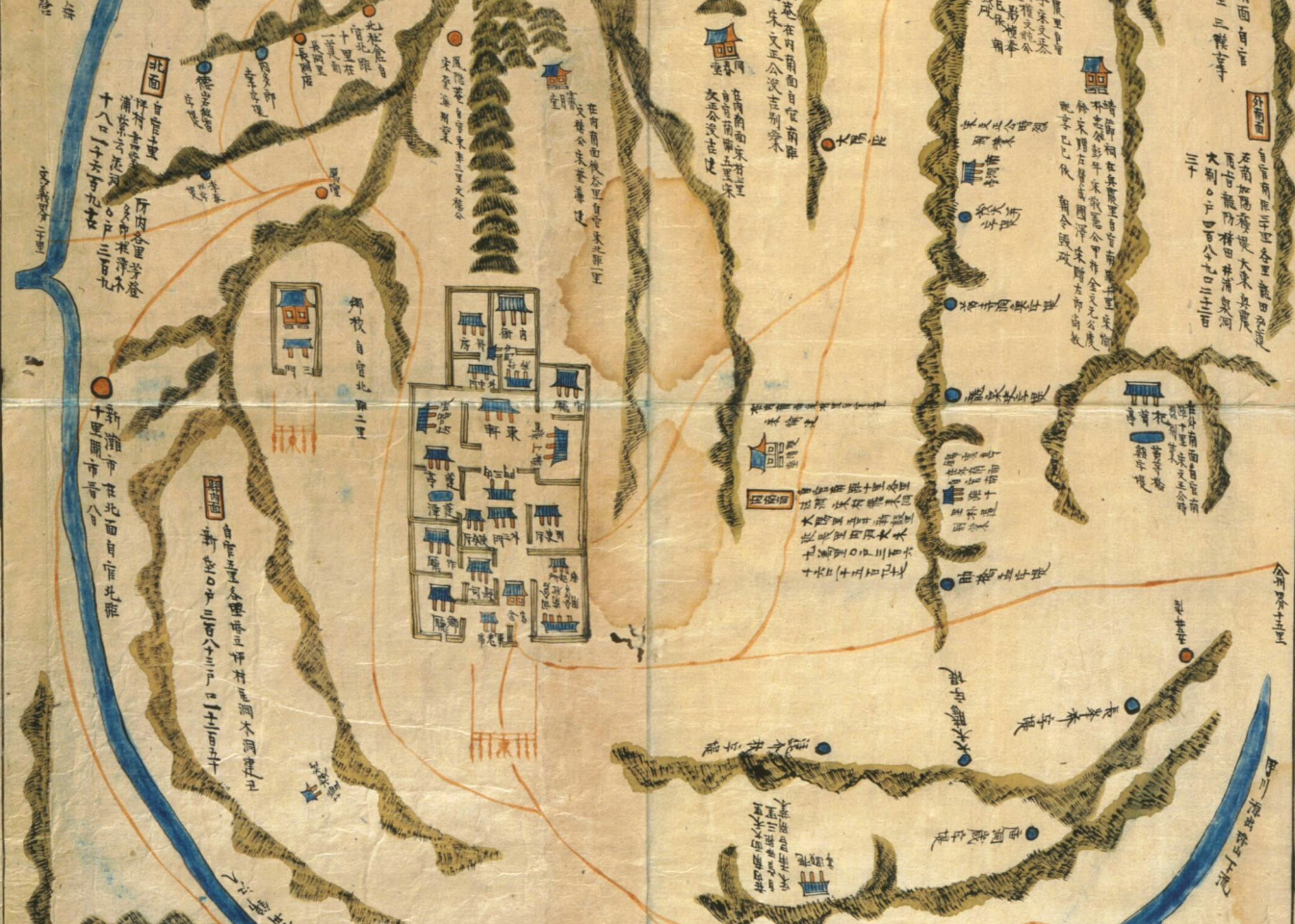
대덕구의 중심인 회덕 부근

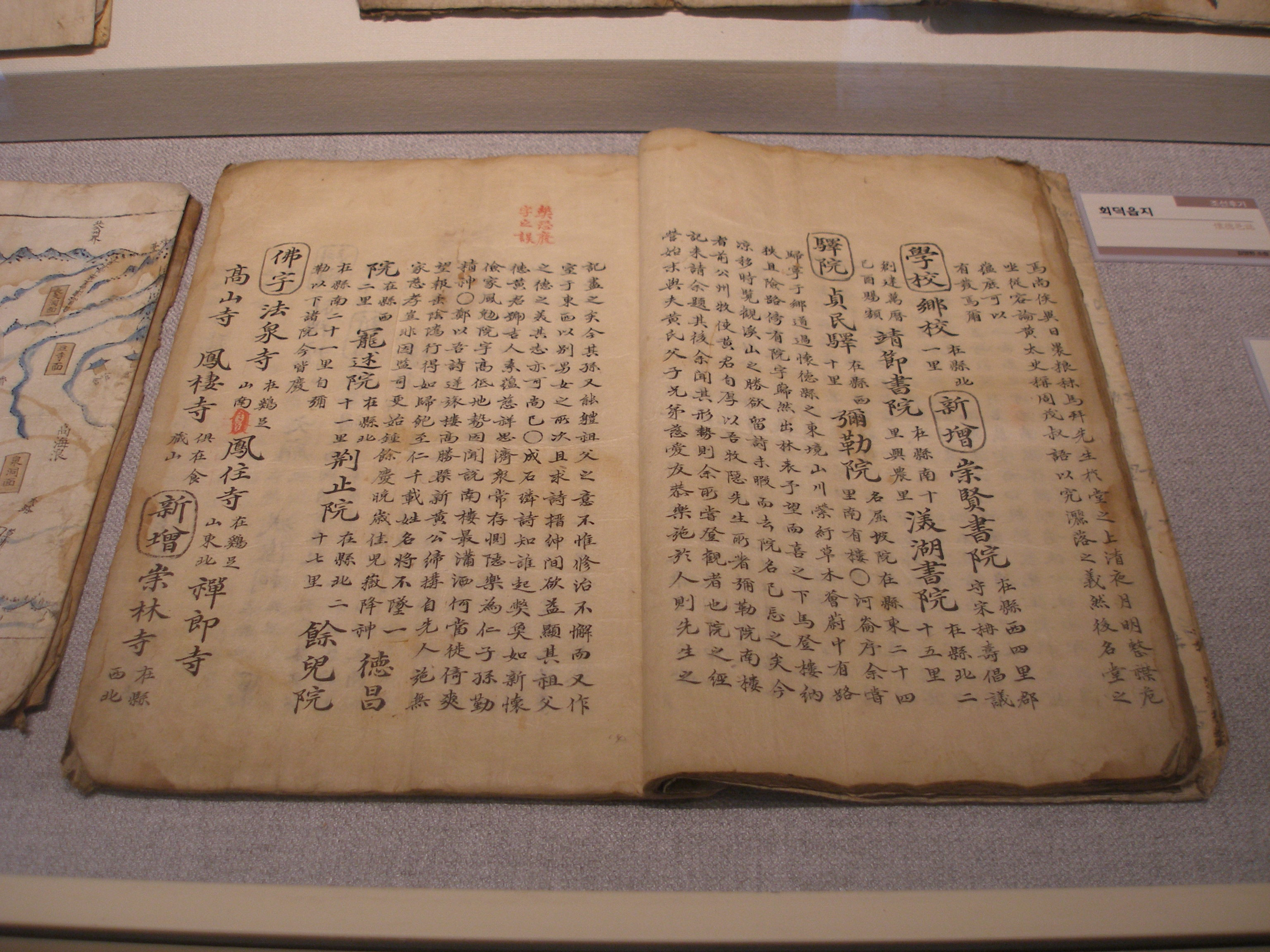
회덕읍지

- 고려초기에는 회덕현이라는 이름이 사용되었다. 고려 현종 9년(1018) 이후에는 공주의 속현으로 귀속되었다.
- 조선초기 태종 13년(1413)에 행정구역 개편에 따라 회덕은 충청도 공주목에 속하는 회덕현이 되었다.
- 1895년 5월 26일 고종이 전국을 23부로 나누면서 공주부 산하에 회덕군을 설치하였다.
- 1914년 4월 1일 회덕군, 진잠군, 공주군 유성면을 대전군으로 통합하였다.
- 1935년 10월 1일 대전군 대전읍이 대전부로 승격되어 분리되고, 대전군을 대덕군으로 개칭하였다.
- 1963년 1월 1일 충청남도 대덕군 유천면, 회덕면 대화리, 오정리 및 용전리와 산내면 옥계리, 가오리, 삼정리 및 호동리가 대전시로 편입되었다.[3]
- 1973년 7월 1일 대덕군 북면이 신탄진읍으로, 유성면이 유성읍으로 각각 승격하였다.[4]
- 1983년 2월 15일 대덕군 유성읍 일원, 구즉면 원촌리·문지리·전민리 및 용산리 일부, 탄동면 신성리·가정리·도룡리·장동리·내동리·화암리·덕진리·하기리, 기성면 관저리·도안리·가수원리, 대덕군 진잠면 내동리·교촌리·대정리·용계리·학하리가 대전시 중구에 편입되었고, 회덕면 일원이 동구에 편입되었다.[5]
- 1989년 1월 1일 대전시가 대전직할시로 승격하였다. 1읍 6면 81법정리 중 진잠면 남선리를 제외한 대덕군이 신설된 서구, 중구, 동구, 대덕구, 유성구에 편입되어, 대덕군은 폐지되었다. 기존의 대전시 동구에 속해 있던 대화동, 오정동과 회덕1동, 회덕2동, 신탄진 지역의 4개동을 관할하는 대덕구를 설치하였다.[6] 동구 홍도동에 있던 대덕군청사가 대덕구청사로 승계되었다.[7]
- 1990년 1월 1일 회덕2동을 회덕2동과 중리동으로 분동하여 9개 행정동이 됨.[8]
- 1990년 8월 1일 대덕구청사를 비롯한 동구 홍도동 일부지역이 대덕구 오정동으로 편입되었다.[9]
- 1991년 9월 1일 중리동을 중리동과 법동으로 분동하여 10개 행정동이 됨.[10]
- 1995년 1월 1일 대전직할시 대덕구를 대전광역시 대덕구로 개칭.[11]
- 1996년 1월 1일 법동을 법1동과 법2동으로 분동하여 11개 행정동, 25개의 법정동을 관할함.[12]
- 1997년 12월 26일 신탄진동사무소 관할구역내의 석봉동을 신탄진동으로 법정동 명칭변경.[13]
- 2003년 1월 16일 회덕1동을 회덕동으로 변경, 회덕2동을 송촌동과 비래동으로 분동하여 12개 행정동, 26개의 법정동이 됨.[14]
- 2007년 8월 13일 세계 최초로 주민참여감사제를 시행함.

## 행정 구역
대덕구의 행정 구역은 12개 행정동, 25개 법정동으로 구성되어 있다. 대덕구의 면적은 68.47km2이며, 2013년 12월 31일 기준 인구는 77,420세대, 206,391명이다.

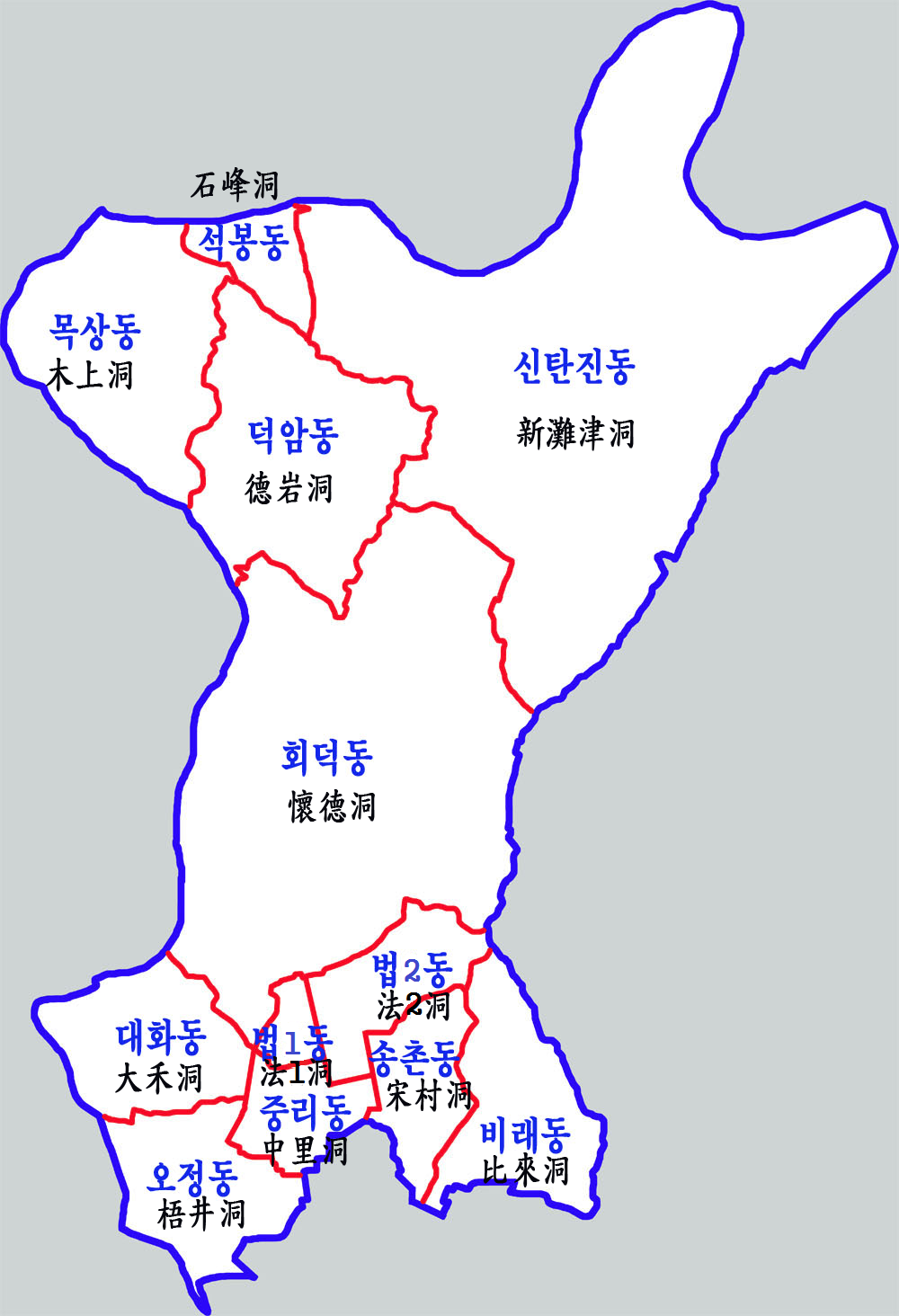
대덕구의 행정구역

| 행정동   | 한자     | 면적 (km2) | 세대   | 인구 (명) |
| -------- | -------- | ---------- | ------ | --------- |
| 오정동   | 梧井洞   | 3.08       | 7,872  | 18,040    |
| 대화동   | 大禾洞   | 3.16       | 3,930  | 9,306     |
| 회덕동   | 懷德洞   | 16.80      | 6,585  | 16,946    |
| 비래동   | 比來洞   | 3.35       | 6,859  | 18,828    |
| 송촌동   | 宋村洞   | 1.92       | 10,346 | 31,662    |
| 중리동   | 中里洞   | 1.50       | 10,118 | 23,297    |
| 신탄진동 | 新灘津洞 | 22.98      | 5,268  | 13,147    |
| 석봉동   | 石峰洞   | 1.23       | 4,631  | 12,875    |
| 덕암동   | 德岩洞   | 6.23       | 6,418  | 16,815    |
| 목상동   | 木上洞   | 5.78       | 2,983  | 7,452     |
| 법1동    | 法1洞    | 0.77       | 5,612  | 14,140    |
| 법2동    | 法2洞    | 1.86       | 6,978  | 19,545    |
| 대덕구   | 大德區   | 68.66      | 77,600 | 202,053   |

## 인구
| 연도   | 총인구    | ; |
| ------ | --------- | - |
| 1990년 | 162,113명 |   |
| 1995년 | 202,265명 |   |
| 2000년 | 233,227명 |   |
| 2005년 | 221,469명 |   |
| 2010년 | 203,410명 |   |
| 2015년 | 198,463명 |   |

## 구청
- 현재 대덕구청은 대전광역시 대덕구 오정동에 위치하고 있다.

## 교육
- 사립대학교

|  | - 한남대학교 - 대전신학대학교 |

- 고등학교

|  | - 대전생활과학고등학교 - 대전이문고등학교 - 동대전고등학교 | - 신탄진고등학교 - 대전송촌고등학교 - 명석고등학교 |

- 특수학교

|  | - 대전원명학교 |

## 문화·관광

### 관광 명소
- 대청댐(대청호)
- 계족산
- 동춘당

## 주요 기관

### 공기업
- 한국수자원공사 (연축동)

### 국세청
- 대전지방국세청 (법동)

### 우체국
- 대전대덕우체국

### 경찰서
- 대전대덕경찰서 (문평동)

### 소방서
- 대전동부소방서 (법동)

### 공공기관
- 한국도로공사 충청본부 (송촌동)
- 에너지관리공단 대전충남지역본부 (신일동)
- 대덕구장애인종합복지관

### 도서관
- 석봉도서관
- 송촌도서관
- 신탄진도서관
- 안산도서관

### 공영 도매시장
- 오정농수산물도매시장

### 철도역
- 신탄진역
- 회덕역[2]
- 대전조차장역[2]

### 종교기관
- 천주교 대전교구
- 원불교 대전충남교구 동대전교당
- 증산도 증산도교육문화회관

### 기타 산업
- KT&G (평촌동)

## 우호교류 도시
| 지역 & 국가 | 도시       | 도시     |
| ----------- | ---------- | -------- |
| 튀르키예    | 이스탄불주 | 이스탄불 |